# Erzsébet Márkus
Erzsébet Márkus-Peresztegi (Sopron, 23 de agosto de 1969) es una deportista húngara que compitió en halterofilia.
Participó en los Juegos Olímpicos de Sídney 2000, obteniendo una medalla de plata en la categoría de 69 kg.
Ganó dos medallas de bronce en el Campeonato Mundial de Halterofilia, en los años 1994 y 1999, y seis medallas en el Campeonato Europeo de Halterofilia entre los años 1992 y 1998.

## Palmarés internacional
| Juegos Olímpicos   | Juegos Olímpicos    | Juegos Olímpicos  | Juegos Olímpicos |
| Año                | Lugar               | Medalla           | Categoría        |
| ------------------ | ------------------- | ----------------- | ---------------- |
| 2000               | Sídney (Australia)  | Medalla de plata  | 69 kg            |
| Campeonato Mundial |                     |                   |                  |
| Año                | Lugar               | Medalla           | Categoría        |
| 1994               | Estambul (Turquía)  | Medalla de bronce | 64 kg            |
| 1999               | Atenas (Grecia)     | Medalla de bronce | 69 kg            |
| Campeonato Europeo |                     |                   |                  |
| Año                | Lugar               | Medalla           | Categoría        |
| 1992               | Loures (Portugal)   | Medalla de bronce | 60 kg            |
| 1993               | Valencia (España)   | Medalla de plata  | 64 kg            |
| 1994               | Roma (Italia)       | Medalla de plata  | 64 kg            |
| 1995               | Beer Sheva (Israel) | Medalla de plata  | 64 kg            |
| 1997               | Sevilla (España)    | Medalla de plata  | 64 kg            |
| 1998               | Riesa (Alemania)    | Medalla de oro    | 69 kg            |